# Hugonia johannensis
Hugonia johannensis är en linväxtart som beskrevs av Joseph Marie Henry Alfred Perrier de la Bâthie. Hugonia johannensis ingår i släktet Hugonia och familjen linväxter. Inga underarter finns listade i Catalogue of Life.